# Сідаді-Універсітаріа (район Ресіфі)
Сідаді-Універсітаріа (порт. Cidade Universitária — «університетське містечко») — район міста Ресіфі, штат Пернамбуку, Бразилія. Район межує з районами Енженью-ду-Маю, Іпутінга, Варзеа і Кураду. Як підказує назва району, тут розташований кампус Федерального університету Пернамбуку (UFPE). Серед відомих будівель також тут розташована гігантська Будівля Sudene, Суперінтенданції розвитку Північного Сходу, зараз місце розташування Трудового суду. Район переважно нежитловий, його постійне населення становить лише 541 мешканця.

## Ресурси Інтеренту
- Мапа району

| Бразилія | Це незавершена стаття з географії Бразилії. Ви можете допомогти проєкту, виправивши або дописавши її. |